# Tarnaszentmária
Tarnaszentmária község Heves vármegye Egri járásában.

## Fekvése
A falu a mai Észak-Magyarországon, a Mátra délkeleti oldalán, a Tarna teraszos völgyében fekszik a 2415-ös és a 24 128-as utak találkozásánál. A község tengerszint feletti magassága 260 méter. A község földjeinek talaját elsősorban réti talajok alkotják. Van a környékén kő- és kavicsbánya is. A községhez a legközelebbi nagyváros Eger, amelytől 17 km-re nyugati irányban található. 1903-ig Szentmária volt a község neve.
A Tarna kettészeli a falut és határát. Természetes növényzetének erdőtársulásai a magas ártéri növényzettel tarkított keményfa ligetek, jellemzők a kaszálórétek is. Erdőterülete 6%. A falutól 2 km-re délre eső Várdomb Természetvédelmi Körzet ritka növényvilágával. Állatai nagy-és kisvadak. A falut nagy erdőterület veszi körül, hagyományos foglalkozásnak számít a faszénégetés.
A község éghajlata a mátrai viszonyoknak megfelelően változatos. Az évi csapadék 620–650 mm, a középhőmérséklet 8,5-8,7 °C, a napsütéses órák száma 1900 óra körül van évente.

## Története
A falut először 1325-ben Torna, majd 1339-ben Szentmária néven említik meg, az oklevelek. Okleveles forrásokban 1417-ben említik Zenthmariya néven, ahogyan a birtokos családot is nevezik róla. A település történetére vonatkozó adatokat csak a 16. század közepétől kezdve ismerünk. Ekkor a Szentmáriay család volt a falu birtokosa, egészen a 17. század közepéig. Eger várának 1552. évi ostroma során elpusztult. A falu 1590 körül feltételezhetőleg ismét lakott lett, de a 15 éves háborúban elnéptelenedett. 1656-ban Szentmáriay István a pusztát eladta Ragályi Menyhértnek. A török kiűzése után a pusztát a kincstár fegyverrel-szerzettként lefoglalta és 1696-ban Enczinger Jánosnak eladta. A Rákóczi-szabadságharc alatt egy ideig Orczy István használta, majd 1711-től ismét Eiczinger volt a földesura. 1717 és 1719 között a települést újra népesítették a Kis-Hont vármegyei Susány, Kraszkó (Karaszkó), Nyustya és a Pest vármegyei Alberti falvakból. 1721-ben Eger város, 1722-től Tarródy, majd Gellén és Csuma család birtokolta. 1746-ban a falu lakossága 192 fő, akik többségében szlovákul beszéltek. 1859-ben 509 személyt tartottak nyilván a faluban. A 19. század elejétől a Dózlern, a Fáy, a Bárczay családok kezén volt a falu.
1955-től önálló tanácsú község. 1970-től Verpeléttel társközségek. 1984-től Eger városkörnyéki községe.

## Közélete

### Polgármesterei
- 1990–1994: Hídvégi Pál (független)[3]
- 1994–1998: Majoros Gyula (független)[4]
- 1998–2002: Majoros Gyula (független)[5]
- 2002–2006: Majoros Gyula (független)[6]
- 2006–2010: Czipó László (független)[7]
- 2010–2014: Czipó László (független)[8]
- 2014–2019: Czipó István László (független)[9]
- 2019–2024: Flesch Gabriella (független)[10]
- 2024– : Flesch Gabriella (független)[1]

## Népesség
A település népességének változása:
| Lakosok száma | 216  | 216  | 219  | 219  | 220  | 224  | 222  |
|               | 2013 | 2014 | 2015 | 2021 | 2022 | 2023 | 2024 |

2001-ben a település lakosságának 99%-a magyar, 1%-a görög nemzetiségűnek vallotta magát.
A 2011-es népszámlálás során a lakosok 93,5%-a magyarnak, 1,4% görögnek, 0,5% németnek, 0,5% szlováknak mondta magát (6,5% nem nyilatkozott; a kettős identitások miatt a végösszeg nagyobb lehet 100%-nál). A vallási megoszlás a következő volt: római katolikus 70%, református 1,4%, evangélikus 2,3%, görögkatolikus 0,5%, felekezeten kívüli 8,8% (13,4% nem nyilatkozott).
2022-ben a lakosság 89,1%-a vallotta magát magyarnak, 1,4% görögnek, 0,9% szlováknak, 0,5% németnek, 2,3% egyéb, nem hazai nemzetiségűnek (10,9% nem nyilatkozott; a kettős identitások miatt a végösszeg nagyobb lehet 100%-nál). Vallásuk szerint 42,7% volt római katolikus, 4,1% református, 0,9% evangélikus, 0,5% görög katolikus, 3,2% egyéb keresztény, 10% felekezeten kívüli (38,6% nem válaszolt).

## Nevezetességei
Tarnaszentmária nevezetessége a templom (Mária látogatása-templom), amely fejedelmi temetkezőhelynek épült. A falu központjában áll. Ez a mai Magyarországnak az egyik legrégebben épült és eredeti formáját szinte teljes épségben megőrzött temploma. 

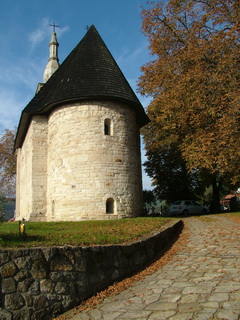
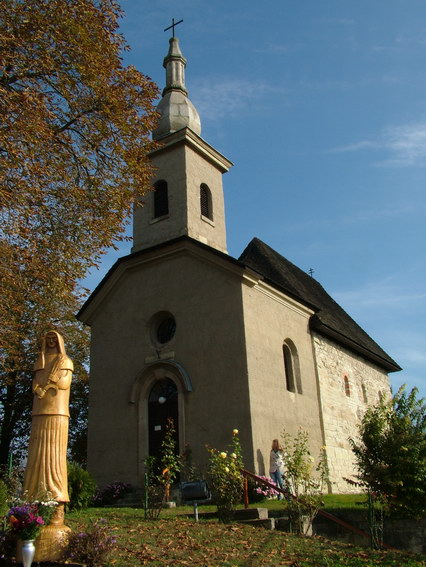

A templom egyhajós, melynek keleti végét alkotja a patkó alakú, belül háromkaréjos, boltozott szentélyrész, melynek padlózata magasabban fekszik a hajóénál.

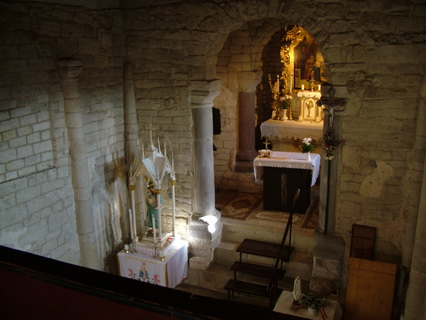
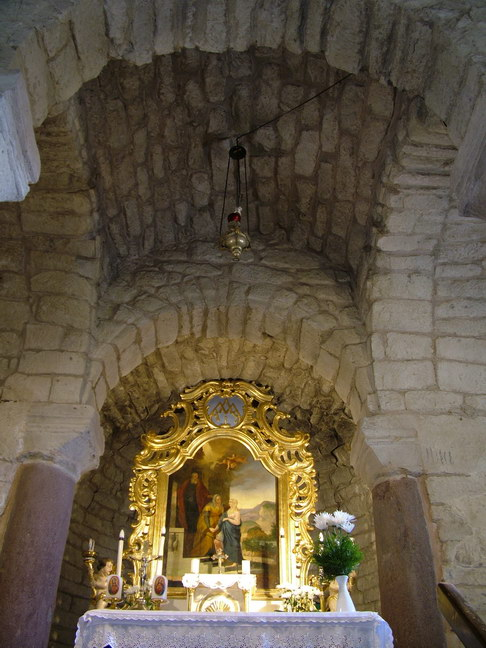

A hajóból hét lépcső visz föl a szentélybe. A tarnaszentmáriai templom nevezetessége a szentély alatt húzódó kis altemplom, melynek középső karéjában a feltárás során egy aknasírt találtak. Erről feltételezik, hogy fejedelmi temetkezési helynek épült.

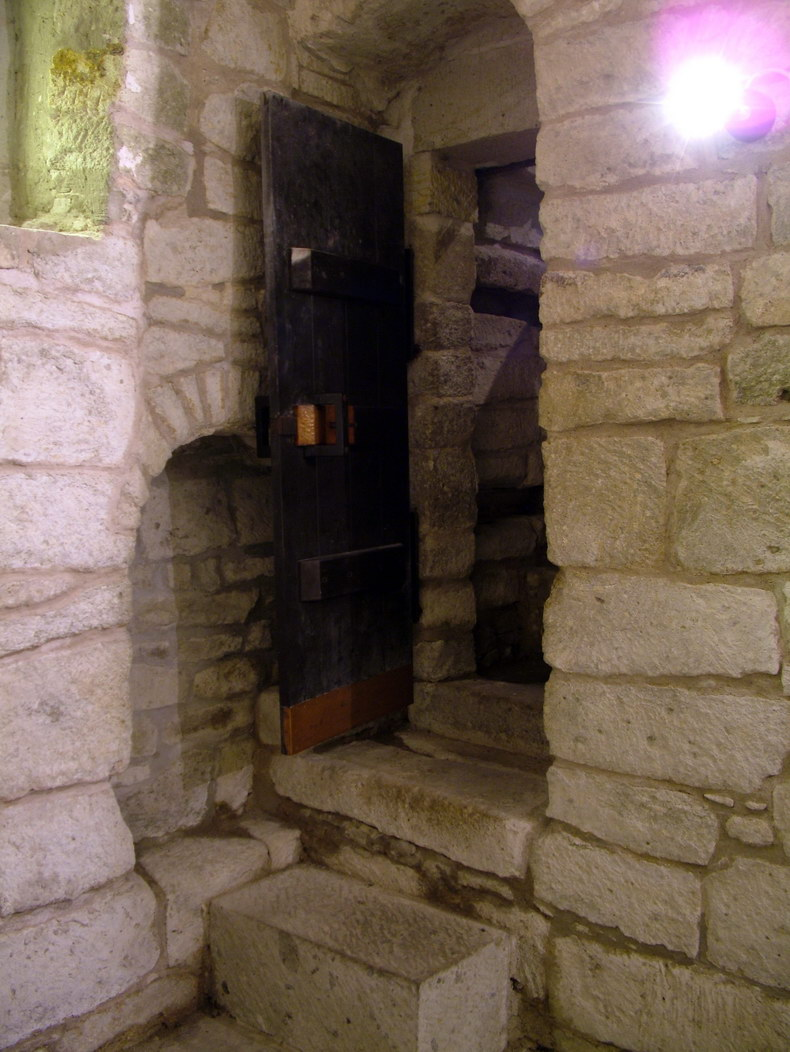
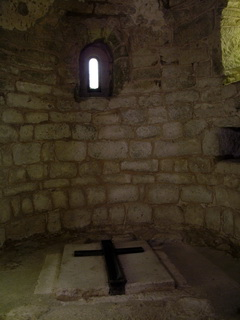
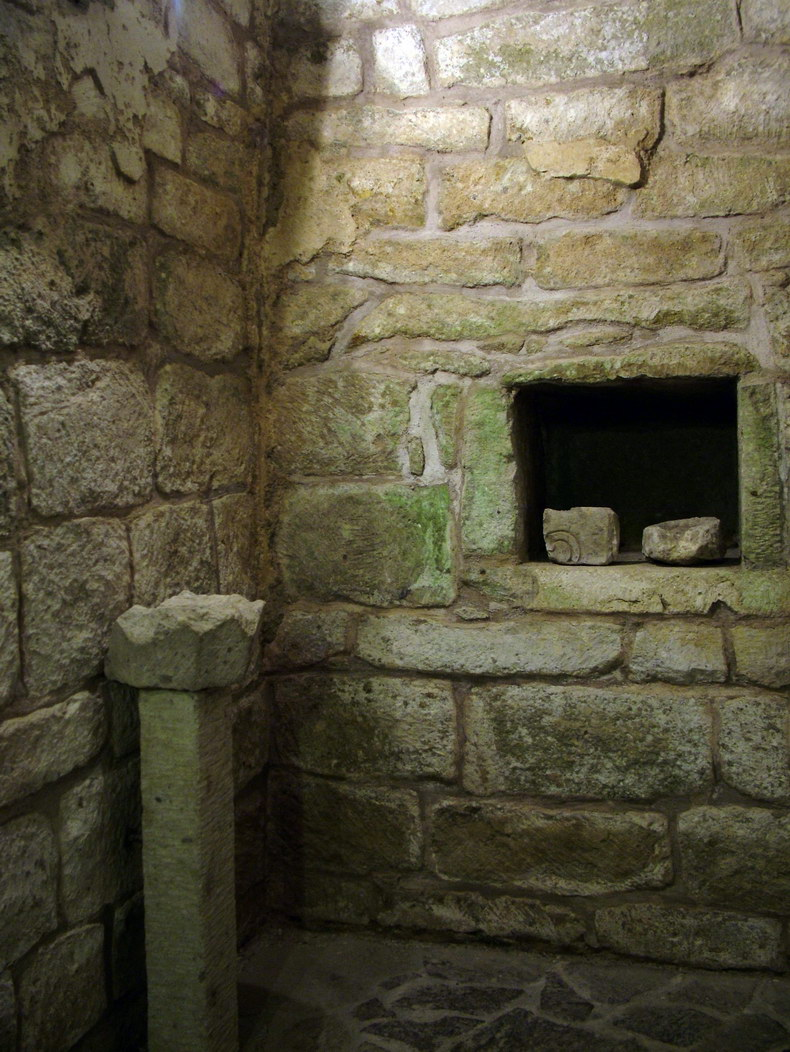

A templom belső falfelületét faloszlopok díszíti, melyek felfelé keskenyednek és törzseik gazdagon tagozottak. A faloszlopoknak díszesen faragott lábazatai ugyancsak faragásokkal díszített kő ülőpadkákon állnak. Az oszloptörzsek csigavonalas és lépcsőszerű díszítései fafaragási előzményekre, hagyományokra utalnak.

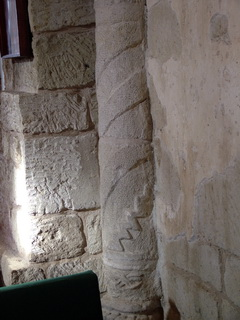
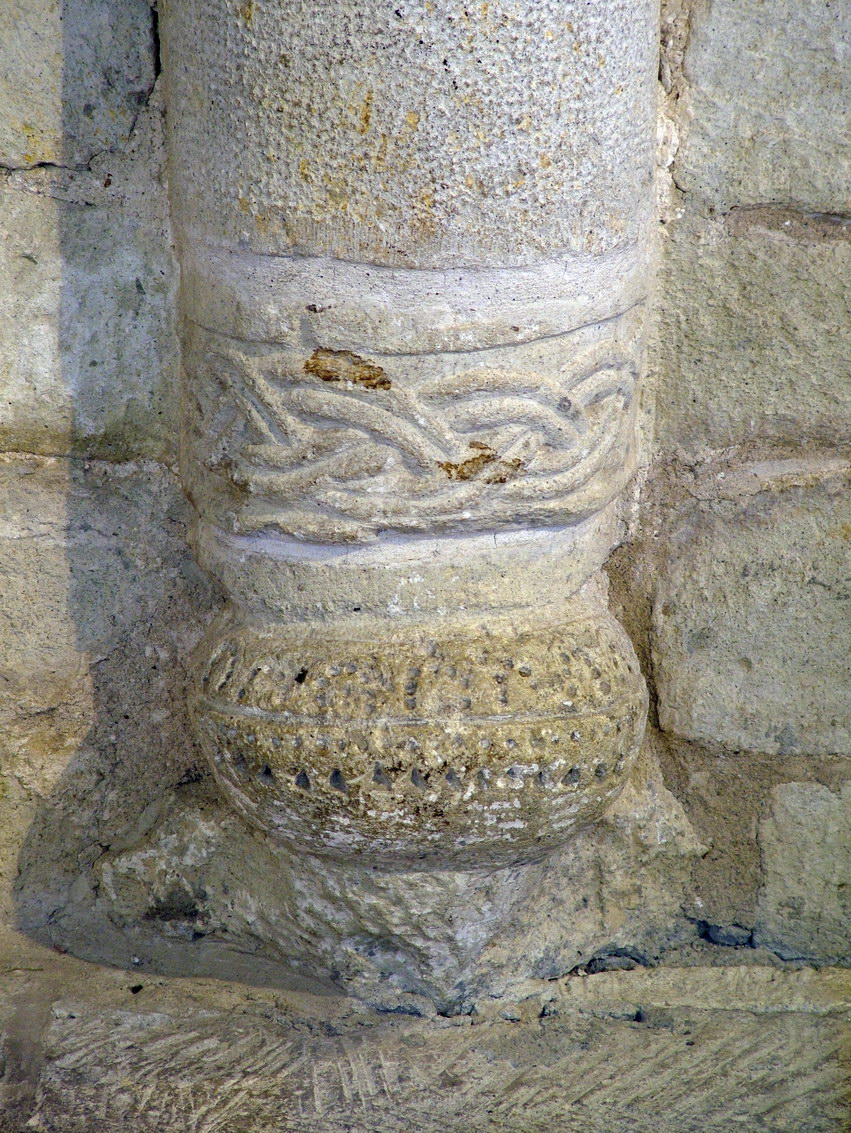
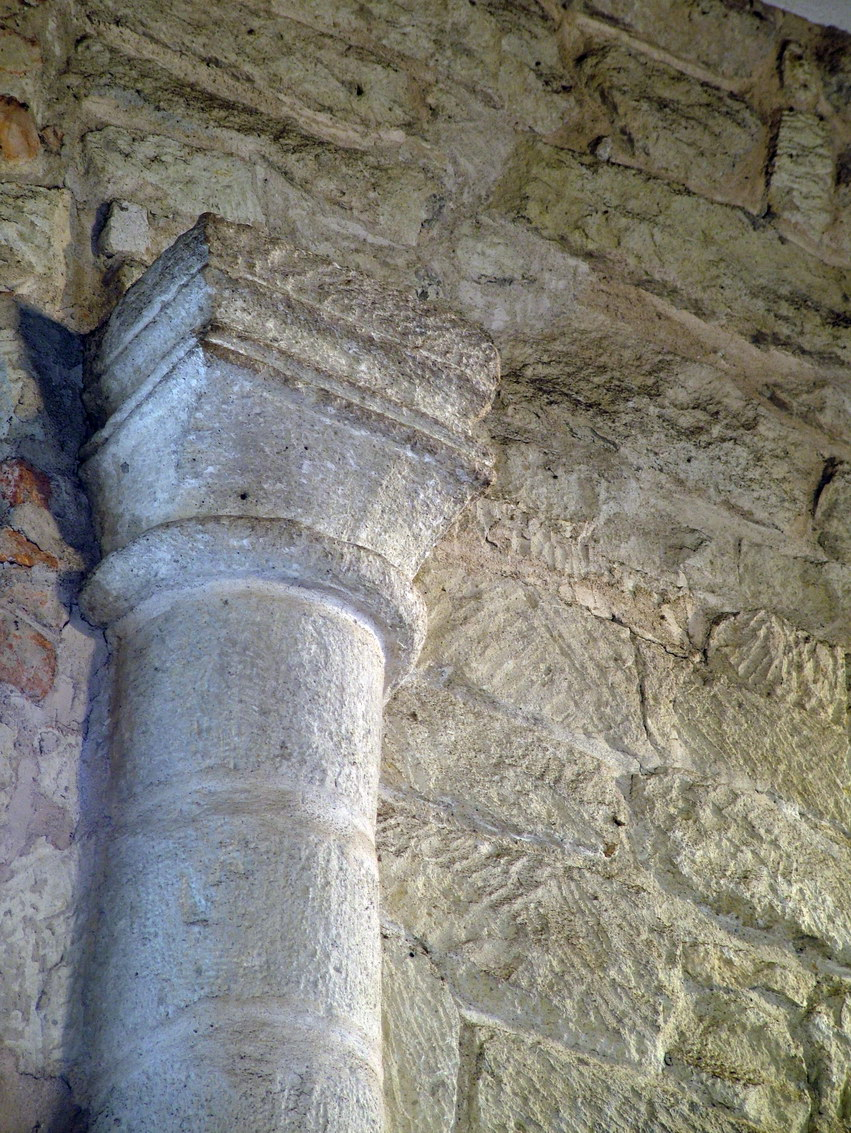

Ugyancsak ősi jellegű az épület déli oldalán kívül futó „szalagfonatos csomódísz”, aminek a középkori hiedelemvilág szerint bajelhárító hatása volt.
Több építészettörténész a templom építésének idejét a X-XI. század fordulójára teszi. A templom építészeti sajátosságai kaukázusi építészeti hatást mutatnak, keleties díszítési mintakincse is a honfoglalás kori magyarság kaukázusi világával tart kapcsolatot (Csemegi, 1949).
A kutatók közül Ipolyi Arnold építését a XI-XII. századra, míg Gerevich Tibor a XII. század közepére tette, majd Csemegi József a szentély építését utóbbi időszakra,
”... de a hajót korábbi, a IX-X. században keletről jött példák nyomán épített alkotásnak tartotta.” 
“...Major Jenő egy tanulmányában felvetette annak lehetőségét, hogy Tarnaszentmárián Géza fejedelem egyik leányának...volt az udvarháza,... Ennek bizonyítéka azonban nem kézzelfogható. Győrffy György István király korára határozta meg a tarnaszentmáriai templom építésének idejét. (Tájak - Korok - Múzeumok Kiskönyvtára 321. szám, 1988.)